# 尤寧斯普林斯 (紐約州村)
尤寧斯普林斯（英語：Union Springs）是位於美國紐約州卡尤加縣的村。

## 人口
根據2020年美國人口普查的數據，尤寧斯普林斯的面積為4.57平方千米，當中陸地面積為4.53平方千米，而水域面積為0.04平方千米。當地共有人口1075人，而人口密度為每平方千米235人。